# قطعنامه ۱۵۲۸ شورای امنیت
قطعنامه  ۱۵۲۸ شورای امنیت سازمان ملل متحد که در تاریخ ۲۷ فوریه ۲۰۰۴ تصویب شد، سندی بین‌المللی دربارهٔ بررسی وضعیت در ساحل عاج است. این قطعنامه طی نشست ۴۹۱۸ام با ۱۵ رای موافق، ۰ مخالف و ۰ ممتنع تصویب شد.